# Christoph Hofrichter

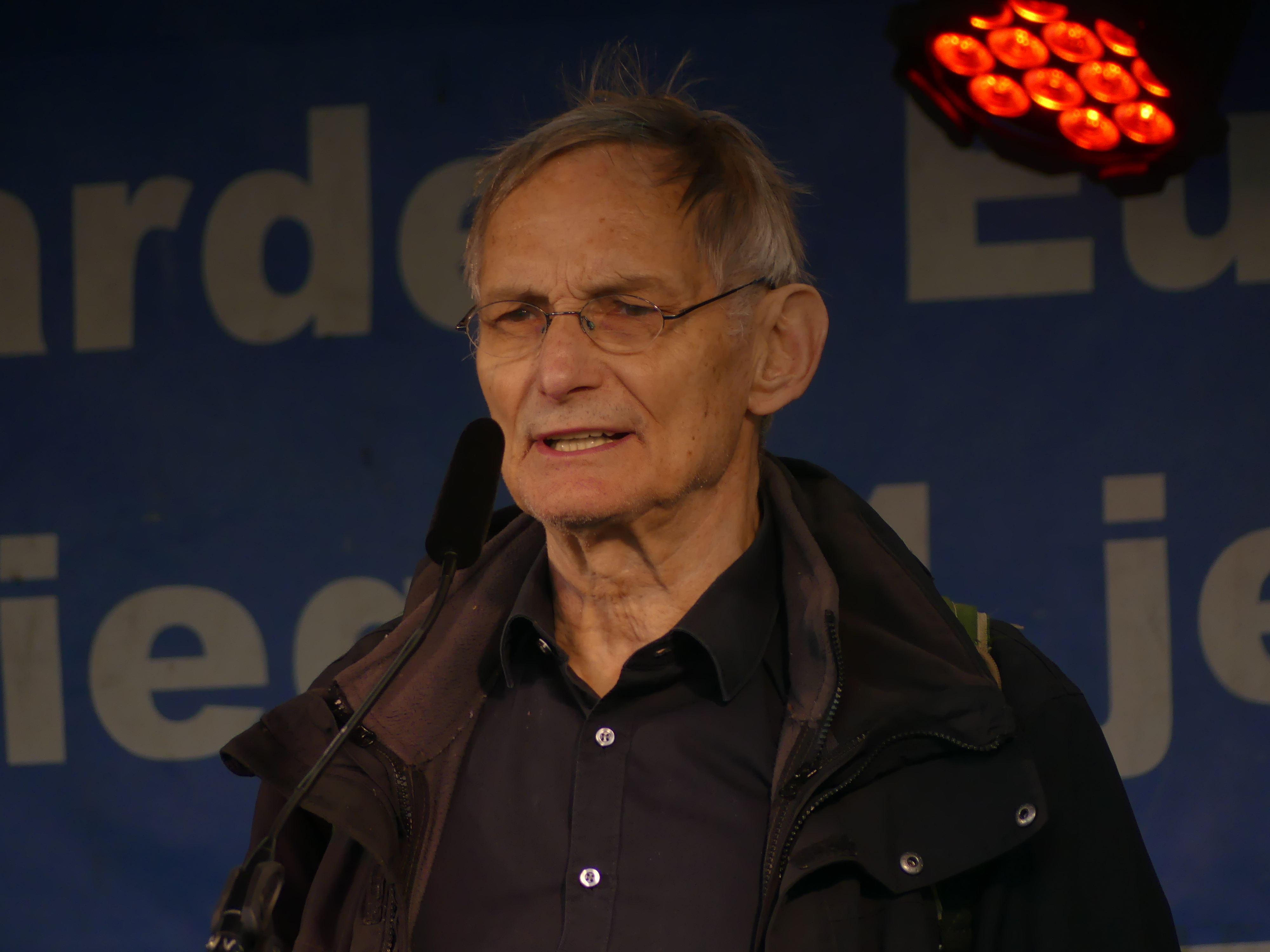
Christoph Hofrichter (2025)

Christoph Hofrichter (* 30. April 1946 in Stuttgart) ist ein deutscher Schauspieler und Regisseur.

## Leben

### Ausbildung und Theater
Hofrichter erhielt privaten Schauspielunterricht bei Hans Helmut Dickow und in Stuttgart bei der bekannten Schauspiellehrerin Tordis Ludwig-Haas. Theaterengagements hatte er an der Schaubühne am Lehniner Platz unter Peter Stein, an den Staatlichen Schauspielbühnen Berlin unter Intendant Hans Lietzau, am Staatstheater Stuttgart unter Claus Peymann, am Theater Basel unter der Intendanz von Werner Düggelin, am Bayerischen Staatsschauspiel München, am Schauspielhaus Wuppertal und am Düsseldorfer Schauspielhaus unter der Intendanz von Karl-Heinz Stroux. 
Hofrichter begann seine Theaterlaufbahn als Anfänger am Staatstheater Stuttgart, wo er 1966 in der Palitzsch-Inszenierung Die Rosenkriege (nach Shakespeare) mitwirkte. Danach folgte ein Jahr an der Badischen Landesbühne Bruchsal. In der Spielzeit 1968/69 war er am Schauspielhaus Wuppertal unter der Regie von Hans Bauer in dem Theaterstück Arthur Aronymus und seine Väter von Else Lasker-Schüler zusammen mit Ilse Ritter und Rosel Zech zu sehen. Am Düsseldorfer Schauspielhaus war er 1970 unter der Regie von Karl-Heinz Stroux gemeinsam mit Veronika Bayer und Nicole Heesters in dem Theaterstück Triumph des Todes oder Das große Massakerspiel von Eugène Ionesco zu sehen; die Aufführung wurde auch für das Fernsehen aufgezeichnet. Von 1970 bis 1972 spielte er bei Werner Düggelin am Theater Basel. Von 1972 bis 1977 gehörte Hofrichter dem Ensemble der Staatlichen Schauspielbühnen Berlins unter der Intendanz von Hans Lietzau an. 1977 kehrte er kurz an das Staatstheater Stuttgart zurück, in das Ensemble von Claus Peymann; er spielte dort u. a. im Entenklemmer, der schwäbischen Fassung von Molières Der Geizige. Danach folgten Stationen nochmals in Basel und Bonn. 1984 verkörperte er am Residenztheater in München wieder unter der Regie von Hans Lietzau den Herzog von Albany in Shakespeares Trauerspiel König Lear.
Hofrichter arbeitete während seiner Theaterlaufbahn auch als Regisseur: 1975 drehte er gemeinsam mit dem Kameramann René Perraudin in Berlin einen Kurzfilm nach Heinrich von Kleists Anekdote Die Wassertrinkerin und die Unverbrennliche (Produktion Ossi Wiener, gesendet im SFB Berlin, Januar 1975). Als Theaterregisseur inszenierte er unter anderem 1979 in Düsseldorf Drei Zigeuner fand ich einmal, 1980 in Basel Freiheit die ich meine (Theaterabend mit Liedern und Texten von Heinrich Heine, Georg Herwegh u. a.), 1987 Die Gerechten von Albert Camus) an der Württembergischen Landesbühne Esslingen-Intendanz Friedrich Schirmer, auch unter diesem Intendanten 1989 in Freiburg im Breisgau Kindertragödie von Karl Schönherr und 1992 am Staatstheater Stuttgart Samum von August Strindberg, zusammen mit Atem/Nacht und Träume von Samuel Beckett. 2003 inszenierte er am Tiroler Landestheater die Komödie Über allen Gipfeln ist Ruh von Thomas Bernhard.

### Film und Fernsehen
Seit den 1970er Jahren war Hofrichter auch in Kinofilmen und im Fernsehen zu sehen. Für das ZDF verkörperte er 1973 den Longaville in einer Fernsehfassung von Shakespeares Komödie Verlorene Liebesmüh unter dem Titel Liebe leidet mit Lust. Im „Goethe-Jahr“ 1978 produzierte das Hessische Fernsehen eine kurze Adaption des Faust; Hofrichter spielte im Film Person Faust die Doppelrolle von Faust und Mephisto, als Gretchen wirkte Franziska Walser mit. In der Kino-Klamotte Didi und die Rache der Enterbten spielte er 1985 den Langenhagen, den trotteligen Assistenten des Polizeikommissars. Ab den 1980er Jahren war Hofrichter in zahlreichen Fernsehserien zu sehen. Hofrichter übernahm hierbei mehrere durchgehende Serienrollen, wiederkehrende Episodenrollen und auch Gastrollen. 1985 drehte er mit Dominik Graf die Filmkomödie Drei gegen Drei; er spielte den Panzer-Verkäufer Dr. Fischer. 1987 spielte er neben Manfred Krug den Botschaftsattaché Sigi von Hofmeister in der ARD-Vorabendserie Auf Achse.
Zwischen 1982 und 2006 wirkte Hofrichter in insgesamt elf Folgen der Kriminalserie Tatort mit. In zwei Tatort-Folgen verkörperte er als Kriminalrat Dr. Born den Kollegen und Vorgesetzten von Kriminalkommissar Horst Schimanski. 1999 spielte er in Tatort-Episode Bienzle und der Zuckerbäcker beim Südwestrundfunk die Rolle des Rechtsanwalts Dr. Fischer. In der Episode Bienzle und der steinerne Gast war Hofrichter der Musikfachmann und Kritiker Dr. Arnulf Sontheim, der das Opfer eines Mordes wird. 2006 war er in der Rolle des Arthur Katzbach nochmals im Tatort zu sehen, diesmal in der Folge Bienzle und der Tod in der Markthalle.
1992 hatte er eine Hauptrolle in der schwäbischen Fernsehserie Der König von Bärenbach. Er spielte an der Seite von Walter Schultheiß den Stadtinspektor und späteren Bürgermeister Manfred Schnell. 2000 spielte Hofrichter in Südkorea in dem Kinofilm Joint Security Area  den Schweizer Generalmajor Bruno Botta. Der Film (Regie: Park Chan-wook) war ein internationaler Erfolg und lief 2001 im Wettbewerb der Berlinale. 2009 spielte er den Bürgermeister Braun in dem Kriminalfilm Die Frau, die im Wald verschwand. Mit Dominik Graf in dem Tatort: Der rote Schatten (2017).
1980 trat er außerdem in Basel in der ARD-Fernsehshow Einer wird gewinnen als Künstler auf.

### Sprecher und Schauspiellehrer
Hofrichter arbeitete auch als Rezitator und als Sprecher in Hörspielen. 1990 nahm er beim Süddeutschen Rundfunk das Kriminalhörspiel Glitschige Finger von Dashiell Hammett auf.
Er war auch als Schauspiellehrer tätig, von 1996 bis 1998 Dozent an der Otto-Falckenberg-Schule in München. Zu seinen Schülern gehören u. a. die Schauspieler Stefanie von Poser., Jörn Knebel und Christian Baus. Christoph Hofrichter arbeitete seit den 1990er Jahren auch als Drehbuchautor und wirkt als „Creative Producer“ am Entstehen von Filmprojekten mit.

### Politisches Engagement
Politisch engagiert sich Hofrichter seit 1966. Er nahm an vielen Aktivitäten der sog. „linken Szene“ teil, auch parteipolitisch. Als Liedersänger trat er in verschiedenen politisch engagierten Programmen auf. Hofrichter engagierte sich intensiv in der Bürgerinitiative zur Verhinderung des Bauprojekts Stuttgart 21. Das Projekt bezeichnete er als „kulturpolitisches Verbrechen“. Seit der Kommunalwahl 2014 war er bis 2023 im Stuttgarter Bezirk Obertürkheim als Bezirksbeirat für die Fraktionsgemeinschaft der LINKEN mit SÖS-Piraten-Tierschutz aktiv. Er ist Mitglied der C. G. Jung Gesellschaft Stuttgart e. V. in Stuttgart.

## Filmografie (Auswahl)
- 1970: Triumph des Todes oder Das große Massakerspiel (Theateraufzeichnung)
- 1973: Liebe leidet mit Lust
- 1975: Die Wassertrinkerin und die Unverbrennliche (Kurzfilm)
- 1978: Person Faust
- 1977: Marija
- 1982: Tatort – Kuscheltiere (Fernsehreihe)
- 1983: Tatort – Mord ist kein Geschäft
- 1983: Tatort – Miriam
- 1985: Didi und die Rache der Enterbten
- 1985–1988: Der Fahnder (Fernsehserie, drei Folgen)
- 1985: Drei gegen Drei
- 1987: Auf Achse (Fernsehserie, vier Folgen)
- 1988: Liebling Kreuzberg (Fernsehserie, Folge 2x04)
- 1988: Tatort – Tödlicher Treff
- 1990: Der Hammermörder
- 1990: Neuner
- 1992: Tatort – Experiment
- 1992: Tatort – Bienzle und der Biedermann
- 1992: Unser Lehrer Doktor Specht (Fernsehserie, zwei Folgen)
- 1992: Der König von Bärenbach
- 1993: Motzki (Fernsehserie, eine Folge)
- 1994: Matchball (Fernsehserie)
- 1995: Die Straßen von Berlin (Fernsehserie, Folge 1x01)
- 1995: Frauenarzt Dr. Markus Merthin (Fernsehserie, Folge 1x08)
- 1995: Polizeiruf 110 – Über Bande
- 1996: Hallo, Onkel Doc! (Fernsehserie, Folge 3x10)
- 1997: Sophie – Schlauer als die Polizei (Fernsehserie, 8 Folgen)
- 1999: Tatort – Bienzle und der Zuckerbäcker
- 2000: Joint Security Area (공동경비구역JSA)
- 2001: Anwalt Abel (Fernsehserie, Folge 11x02)
- 2002: Tierarzt Dr. Engel (Fernsehserie, Folge 5x09)
- 2004: Tatort – Bienzle und der steinerne Gast
- 2005: Pommery und Hochzeitstorte
- 2006: Die Frau des Heimkehrers
- 2006: Tatort – Bienzle und der Tod in der Markthalle
- 2007: GSG 9 – Ihr Einsatz ist ihr Leben (Fernsehserie, Folge 1x04)
- 2008: Meine fremde Tochter
- 2009: Großstadtrevier (Fernsehserie, Folge 23x06)
- 2009: Die Frau, die im Wald verschwand
- 2010: Beef (Kurzfilm)
- 2012: Das Hochzeitsvideo
- 2013: Der Minister
- 2017: Tatort – Der rote Schatten